# Lockheed SR-71 Blackbird
Локгід SR-71 «Бле́кберд» (англ. Lockheed SR-71 Blackbird) — американський надзвуковий літак-розвідник періоду Холодної війни. Здатний розвивати швидкість понад 3 Махи та досягати значної висоти польоту. Є найшвидшим пілотованим літаком у світі.
Попередником SR-71 вважають висотний літак-розвідник Lockheed A-12, створений на замовлення ЦРУ. Також до цієї серії високошвидкісних літаків, розроблених компанією «Lockheed», належить перехоплювач YF-12.

## Розробка

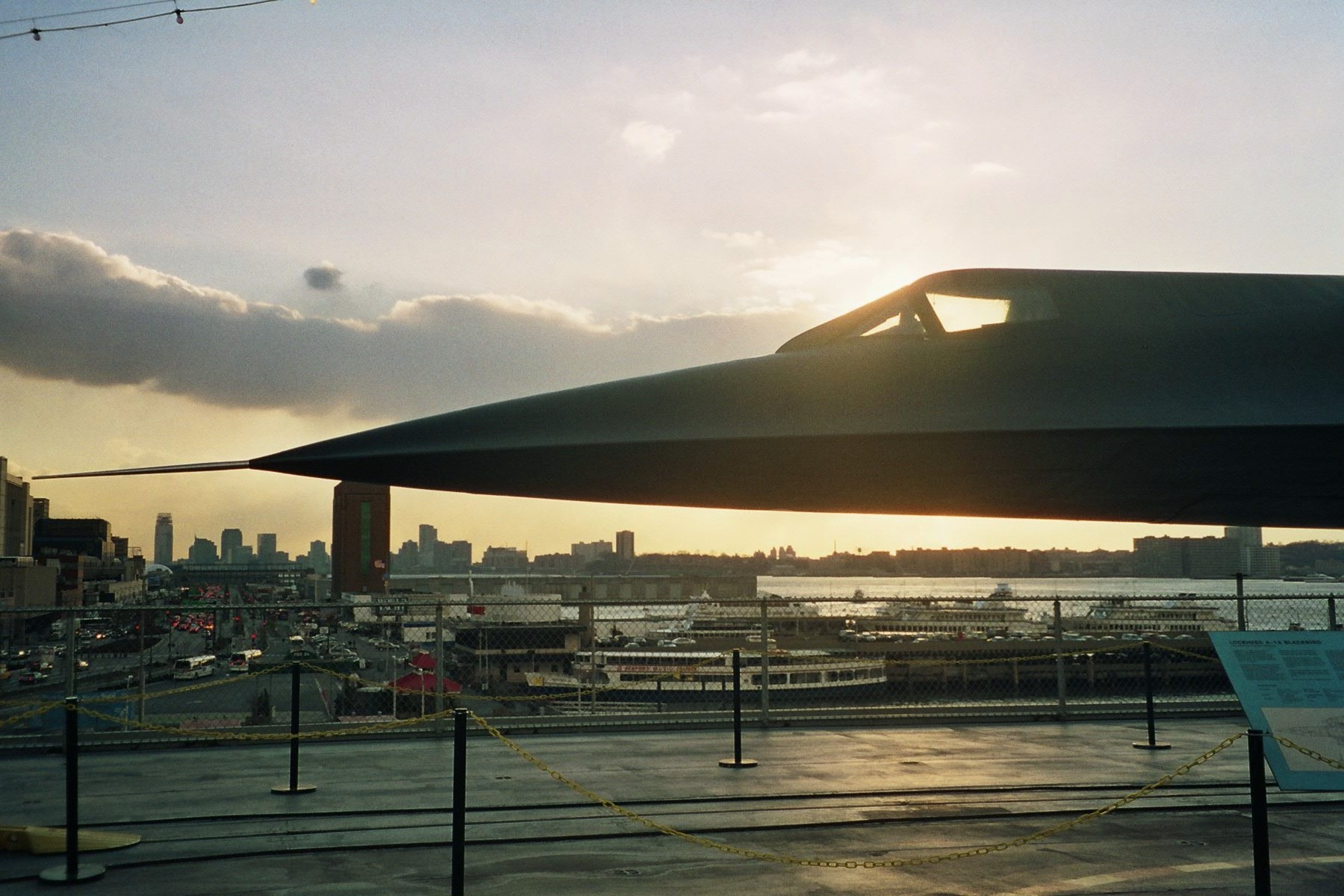
A-12 — попередник SR-71

### Попередники

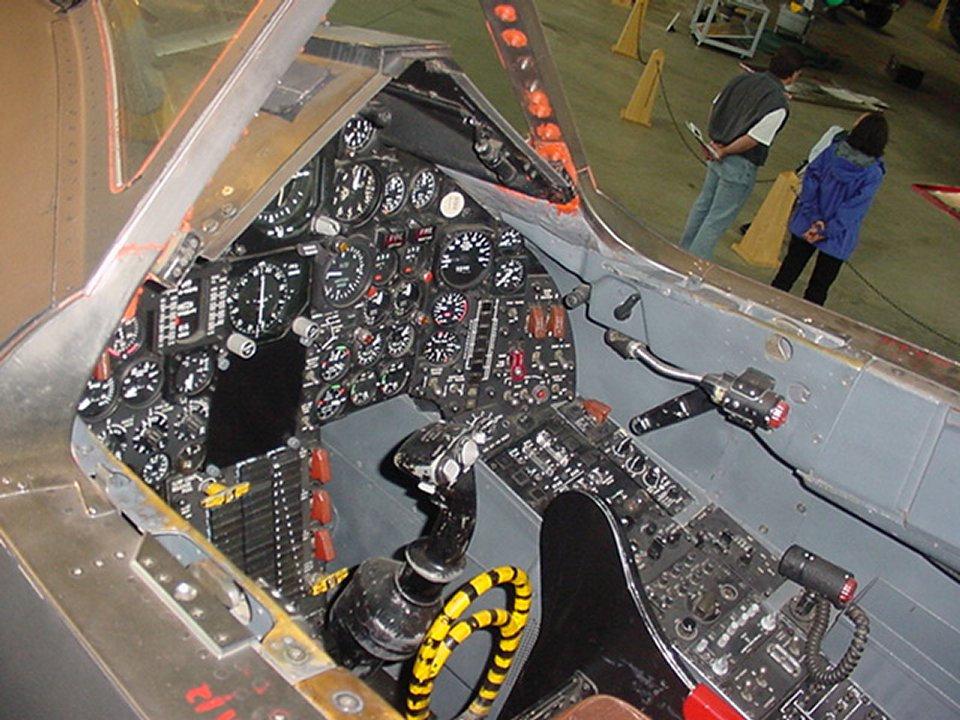
Кабіна пілота SR-71

Попередником SR-71 був Lockheed A-12 — висотний літак-розвідник, який для ЦРУ розробило відділення корпорації «Lockheed Martin» — Skunk Works. Поступово конструкція літака еволюціонувала, провели зміни в конфігурації літака, а також застосували заходи зі зниження радіолокаційної помітності. Всього побудували 18 літаків A-12. Екіпаж A-12 складався з одного пілота.

### SR-71
Назва SR-71 походить від прототипу надзвукового бомбардувальника XB-70. Під час фінальних стадій випробування XB-70 запропонували використовувати в ролі стратегічного літака-розвідника, який отримав назву RS-70. Однак незабаром керівництву розвідуправління США стало зрозуміло, що потенціал A-12 набагато вищий, і його вирішили використовувати як базову модель, на основі якої створять новий високошвидкісний літак, прототип якого назвали R-12. Він був довший і важчий, ніж A-12. Конструкція фюзеляжу зазнала змін задля збільшення об'єму внутрішніх паливних баків. Екіпаж збільшили до двох чоловік, що дало змогу скоротити навантаження пілота, частину повноважень якого перебрав на себе оператор. Літак обладнали радіоелектронними датчиками, радаром бічного огляду та фотоапаратом.
Назва SR-71 часто розкривається як strategic reconaissance («стратегічна розвідка») на противагу TR — tactical reconaissance («тактична розвідка»), як TR-1, і не відповідає чинній системі позначень авіації зразка 1962 року.

## Особливості літака
Головною проблемою польотів на швидкостях понад 3 М, для яких проектували новий стратегічний розвідник, є високе нагрівання корпусу. Для вирішення цієї проблеми значну частину планера виготовили з титанових сплавів. Літак створювали з використанням ранніх стелс-технологій. Серійні літаки фарбували в темно-синій колір, щоб знизити їхню помітність на фоні нічного неба. Нова машина мала кілька неофіційних назв, наприклад «Blackbird» («Чорний дрізд»), «Habu» («Габу»).

Схема потоків повітря в двигуні на різних числах Маха

Задля зменшення швидкості під час посадки на SR-71 також використовують посадкові парашути.

### Повітрозабірники та двигуни

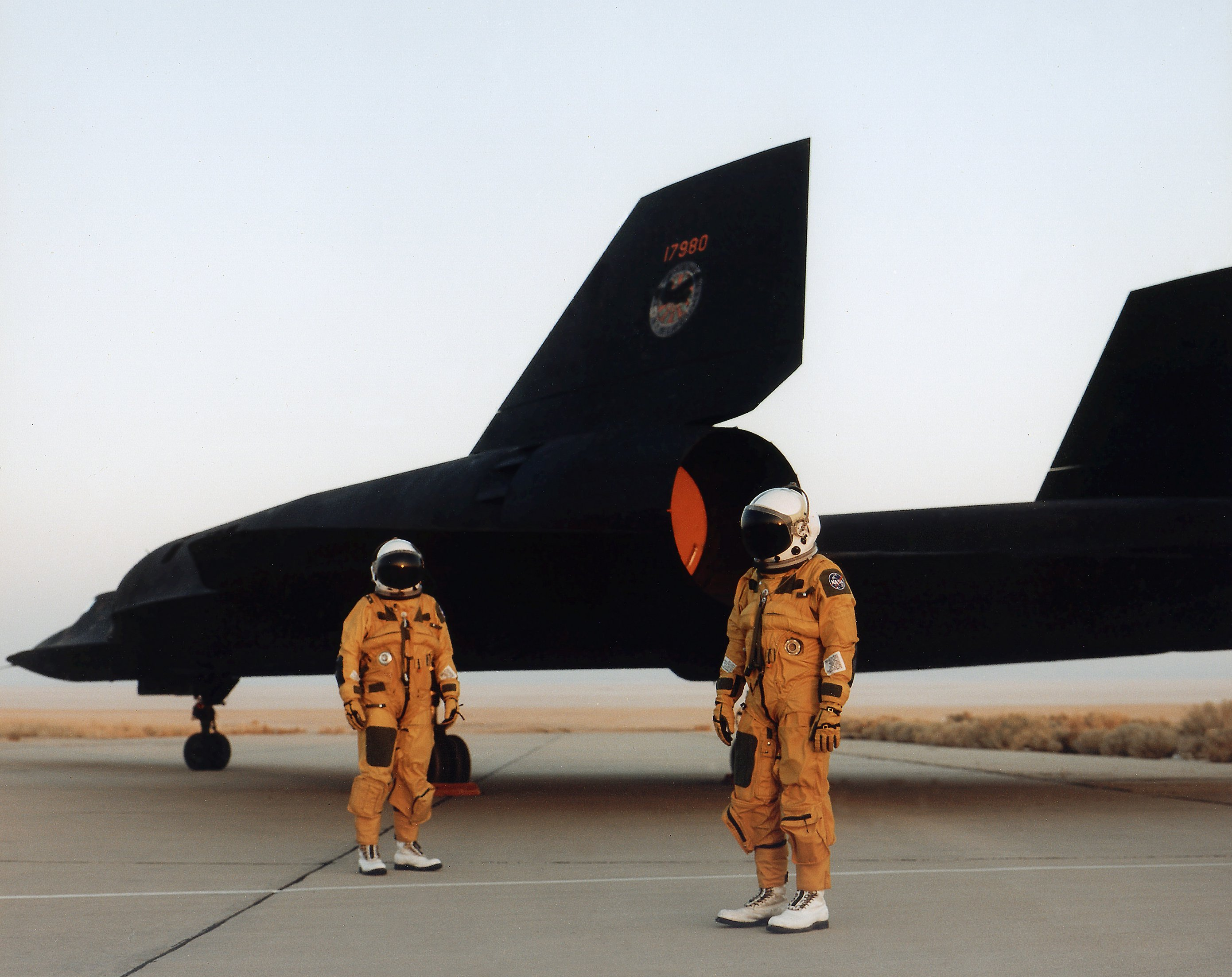
Пілоти SR-71 у костюмах високого тиску

Повітрозабірники є однією з найважливіших функціональних складових конструкції Lockheed SR-71, саме вони допомогли літаку здійснювати польоти на швидкостях понад 3300 км/год і водночас літати на дозвукових швидкостях, використовуючи однаковий тип турбореактивних двигунів. Спереду повітрозабірників встановлено рухливі носові обтічники двигунів, які знаходяться у висунутому положенні на швидкостях до 1,6 М. На вищих швидкостях конус засовується і активується прямоточний двигун.
Надзвуковий повітряний потік попередньо стискається, формуючи на зовнішній частині центрального тіла-конуса ударні хвилі — швидкість потоку падає, за рахунок чого зростає його статичний тиск і температура. Потім повітря входить в 4-ох ступінчастий компресор, де потік повітря розділяється: частина його проходить в компресор (повітря «основного потоку»), в той час як інший потік обходить ядро, щоб увійти в форсажну камеру. Повітря, яке йде далі через компресор, стискається перед входом в камеру згоряння, де воно змішується з паливом та підпалюється. Температура потоку досягає свого максимуму в камері згоряння: трохи нижче температури, від якої турбінні лопатки почали б втрачати свою міцність. Повітря охолоджується, проходячи через турбіну та з'єднується з повітрям обходу до того, як потрапляє в форсажну камеру.
У межах 3 Махів попереднє гальмування (стиск) надзвукового потоку в конічних ударних хвилях призводить до значного зростання його температури. Це означає, що турбореактивна частина двигуна повинна зменшити відношення паливо/повітря в камері згорання, щоб не розплавити лопатки турбін далі по потоку. Турбореактивні компоненти двигуна таким чином забезпечують набагато меншу тягу, а 80 % тяги двигуна забезпечується повітрям, яке оминає більшість турбін та входить до форсажної камери, де загоряється, створюючи реактивну тягу в напрямку задньої поверхні сопла.

### Системи життєзабезпечення
Кабіна може перебувати під тиском висоти 10 000 футів (3 000 м) або 26 000 футів (7 900 м) під час польоту. Екіпажі, які здійснюють низький дозвуковий політ, можуть використовувати стандартний жорсткий шолом ВПС, кисневі маски та льотні костюми «Nomex».
Екіпажі, які літають на висоті 80 000 футів (24 000 м), не можуть використовувати стандартні маски, які не дають достатньої кількості кисню вище 43 000 футів (13 000 м), причому різниця між тиском повітря в кабіні та простором усередині маски робить видих дуже складним. На швидкості понад 3 300 км/год літак моментально розігрівався до 230 °C.
Для вирішення цих проблем розробили спеціальні герметичні скафандри повного тиску для всіх екіпажів A-12 та SR-71. Згодом покращені моделі цих скафандрів використовували для польотів американського космічного човника.
Кабіна потребувала ефективної системи охолодження, адже при польоті на швидкості 3,2 Маха зовнішня поверхня літака нагрівається вище 500 °F (260 °C), а з внутрішнього боку лобового скла до 250 °F (120 °C). Для забезпечення прийнятних температур повітря всередині кабіни пілота охолоджує кондиціонер, тепло з кабіни скеровують до пального через теплообмінний апарат, розташований перед силовими установками.

### Пальне
Як пальне використовують спеціально розроблене реактивне пальне JP-7, що відрізняється високою температурою займання (60 °C) та термостійкістю. Завдяки цим якостям пальне JP-7 можна використовувати як холодоагент для охолодження кабіни пілота. Кондиціонер передавав тепло з кабіни пілота до паливопроводів двигунів, нагріте в теплообміннику пальне одразу ж надходило у двигуни та згорало, виключаючи ризик займання та вибуху нагрітих парів. Такі властивості пального, однак, ускладнювали його займання, що вимагало використання окремого пускового пального — триетилборану, який використовували і для розпалу форсажних камер. Для цього на борту містилася ємність об'ємом 1200 мл; характерним ефектом його згоряння під час запуску був яскраво-зелений колір факелів двигунів. Маса пального літака складає 46180 кг, при повній заправці маса літака становить 77 100 кг, що робить неможливим зліт із повним запасом пального. Спочатку літак піднімався в повітря з незначним запасом пального, потім дозаправлявся в повітрі, після чого льотчик міг приступати до виконання завдання. Після повного дозаправляння літак ставав приблизно вдвічі важчим. Витрата пального на крейсерській швидкості становить близько 600 л/хв.

### Стелс-технологія
SR-71 був першим літаком, створеним із застосуванням технологій зниження радіолокаційної помітності. Перші дослідження в цій галузі показали, що пласкі форми зі звуженими боками мають меншу ЕПР. З метою зниження радіолокаційної помітності вертикальне оперення нахилене відносно площини літака, щоб не створювати з фюзеляжем прямого кута, який є ідеальним відбивачем. На літак нанесені радіопоглинаючі покриття, а до пального задля зменшення температури вихлопу на великих швидкостях та зменшення ІЧ-помітності літака, додавали цезій. Але, незважаючи на всі ці заходи, SR-71 легко виявити через величезний потік розігрітих вихлопних газів. Корпус літака під час польоту на високих швидкостях розігрівається до 400—500 °C, що також значно збільшує ІЧ-помітність.
Загальна ефективність усіх заходів щодо зниження помітності літака все ще обговорюють, проте самі розробники визнають, що радіолокаційна техніка Радянського Союзу розвивалася значно швидше, ніж «анти-радар» Lockheed Martin.

## Експлуатація

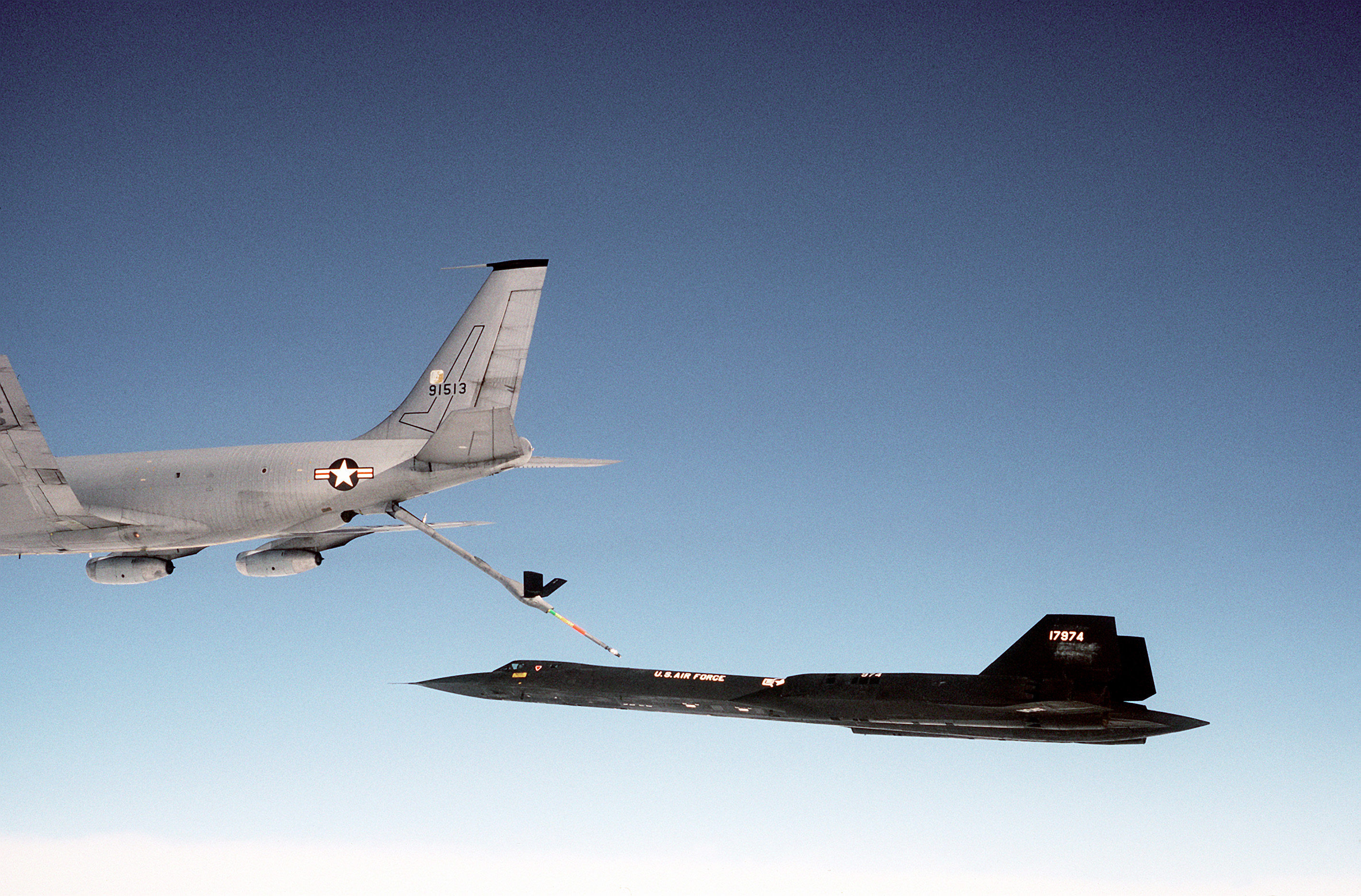
Дозаправка SR-71 у повітрі

### Бойове застосування
SR-71 брав участь у розвідці над В'єтнамом та Північною Кореєю в 1968 році. Одному в'єтнамському зенітно-ракетному полку поставили завдання знищити хоч один літак такого типу задля підняття престижу радянської зброї, проте всі пуски ракет по SR-71 були безрезультатними. SR-71 був єдиним американським літаком, який північнов'єтнамській системі ППО так і не вдалося збити.
Під час холодної війни виконував розвідувальні польоти над територією СРСР на Кольському півострові та над Кубою.
В 1973 році під час арабо-ізраїльської війни Судного дня «Blackbird» виконував фоторозвідку над територією Єгипту, Йорданії та Сирії.
Неодноразово порушував повітряний простір СРСР.

### Мирне використання
Крім стратегічної розвідки літак виконував аеродинамічні дослідження для НАСА за програмами AST (Advanced Supersonic Technology — «перспективні надзвукові технології») та SCAR (Supersonic Cruise Aircraft Research — «розробка літака з крейсерською надзвуковою швидкістю польоту»).

### Рекорди SR-71
В 1976 році SR-71 «Blackbird» встановив абсолютний рекорд швидкості серед пілотованих літаків із турбореактивними двигунами — 3529,56 км/год. Всього у FAI зареєстрували 4 дійсних рекорди швидкості польоту, які встановив цей літак.

## Галерея

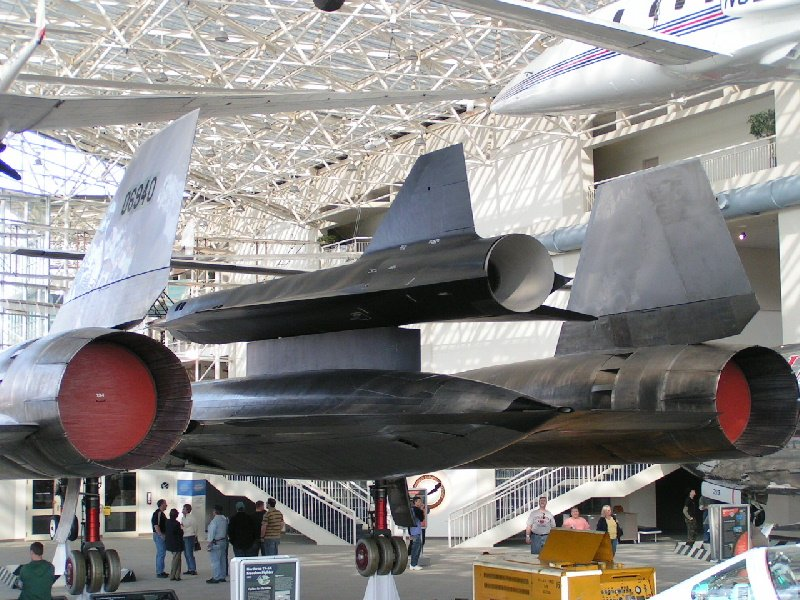
MD-21, вигляд ззаду
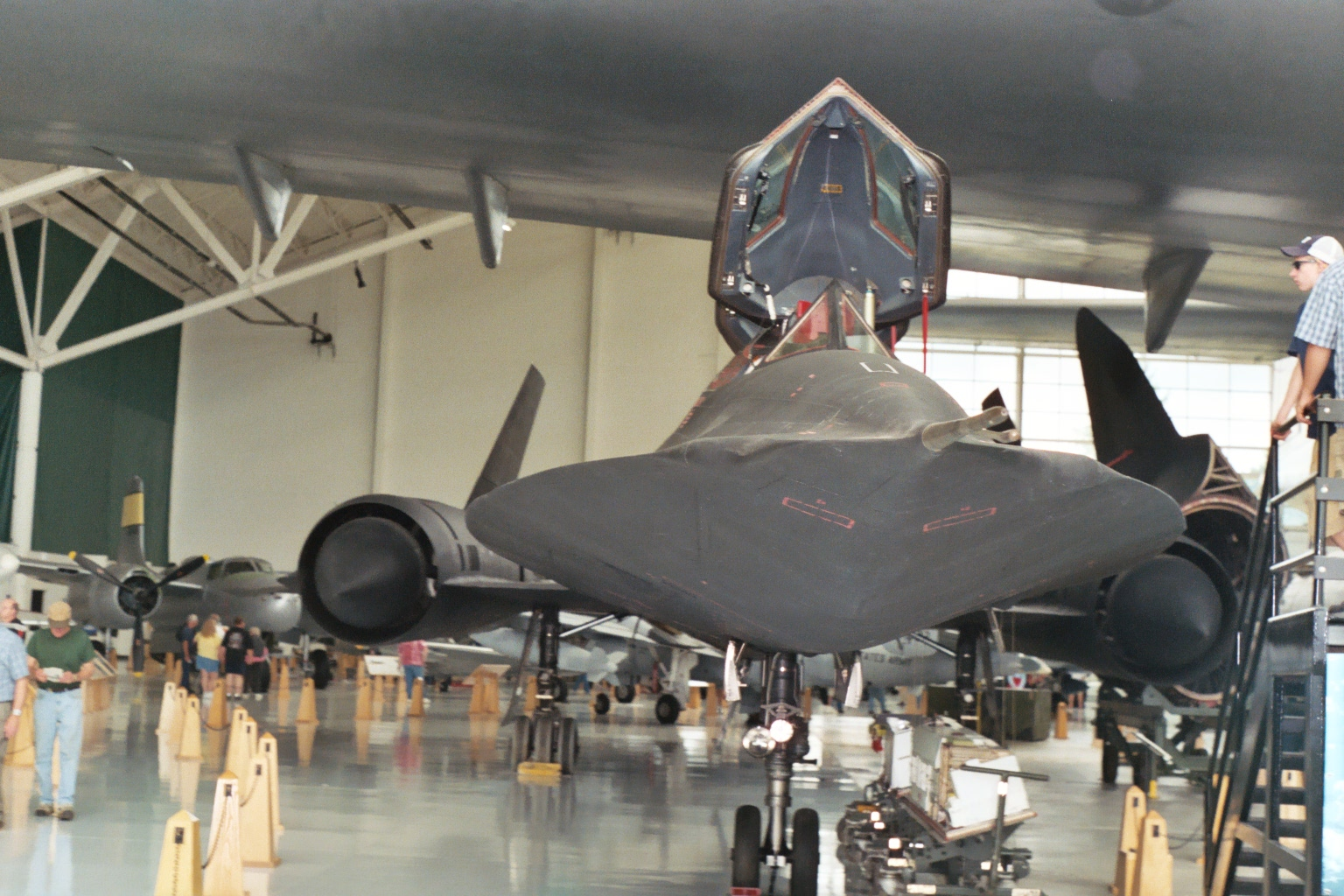
Літак SR-71 у музеї Evergreen Aviation Museum[en]
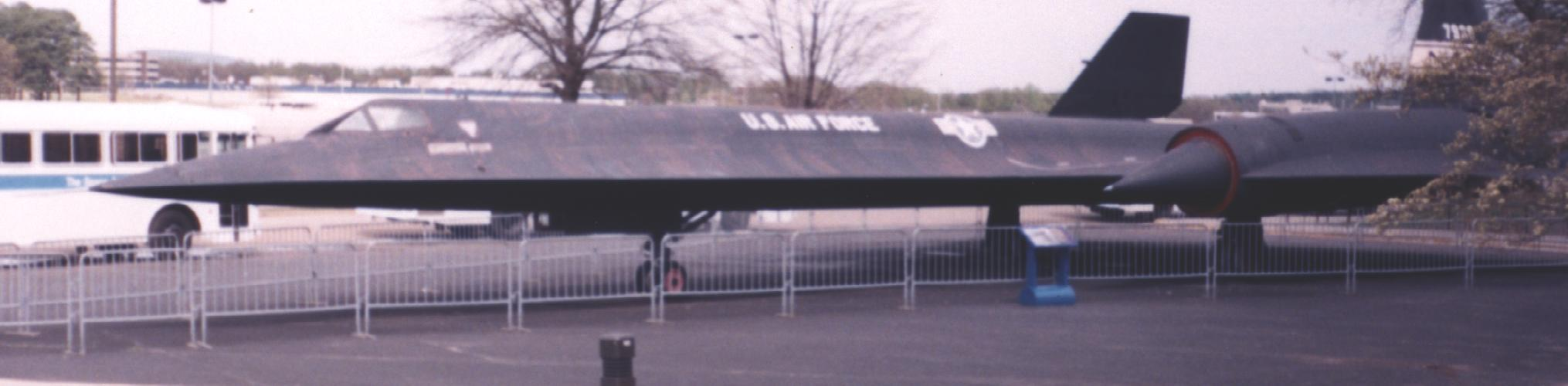
A12 Oxcart Blackbird in Huntsville, AL
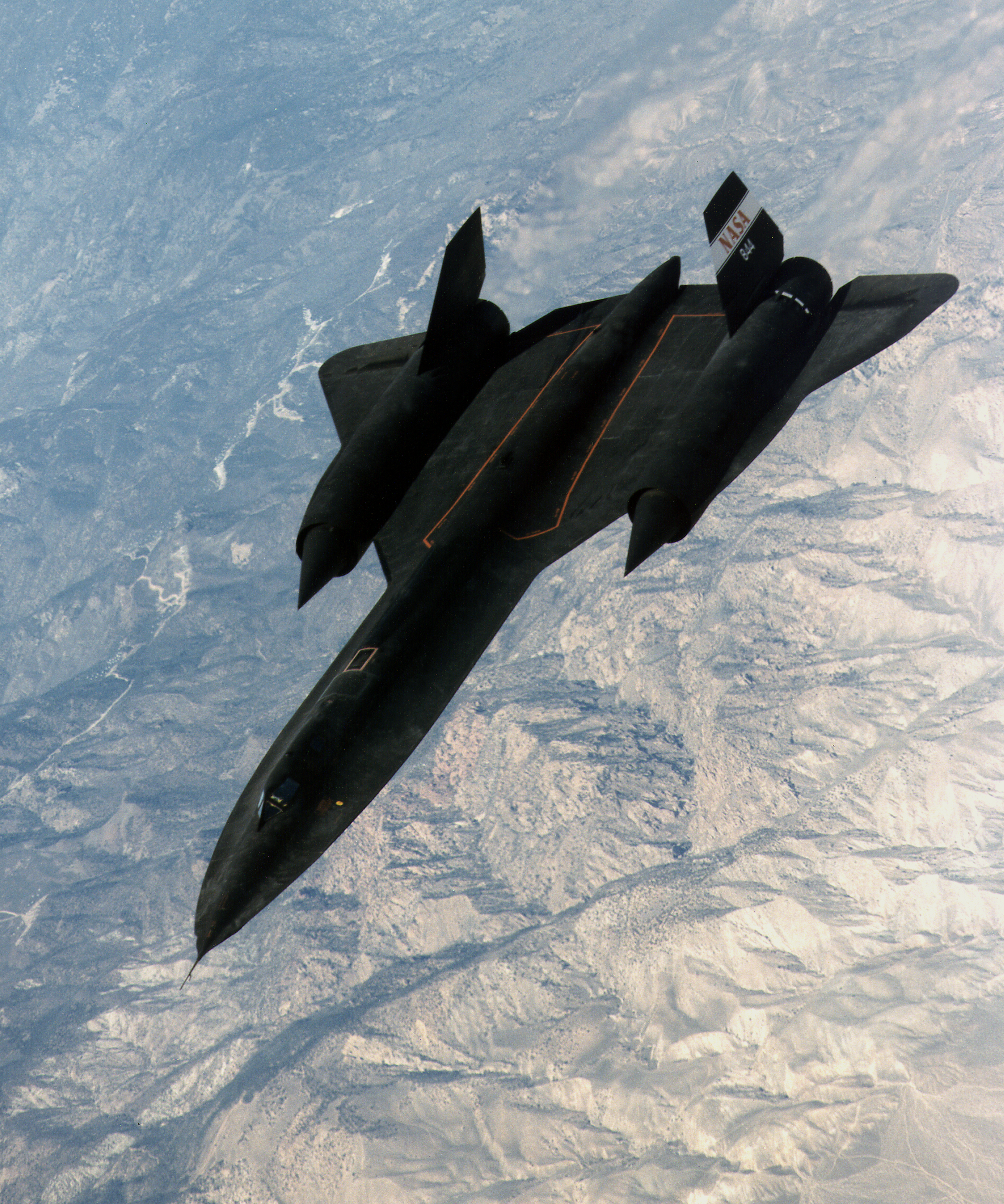
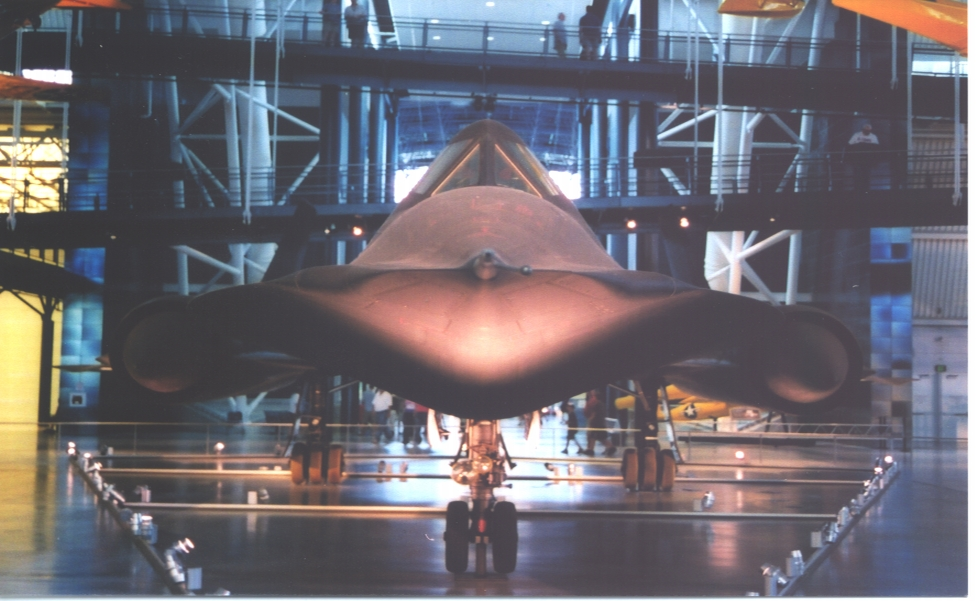
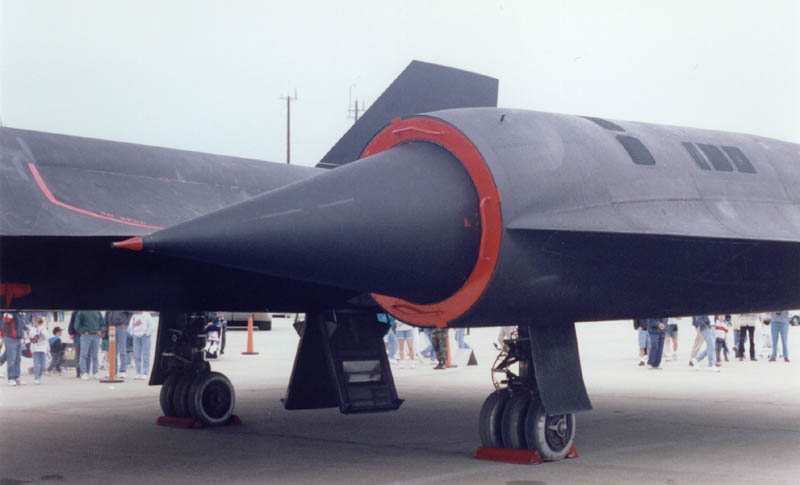
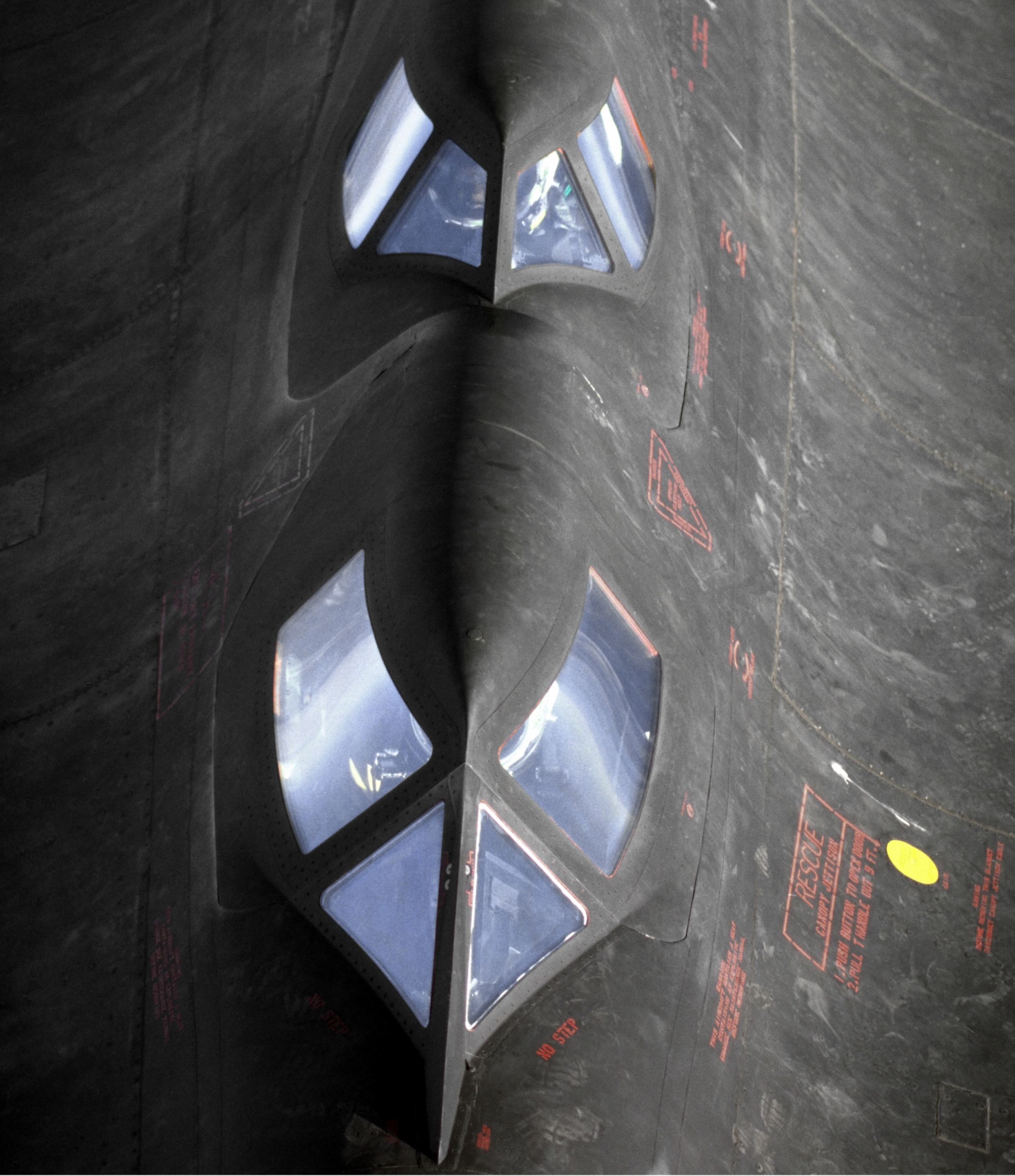
Вигляд з паливозаправника (зверху) у польоті